# 鄧敦
鄧敦（？—263年），三國時期曹魏將領。263年夏，掌握曹魏實權的司馬昭決定對蜀漢發動最後的戰役，鄧敦因提出反對意見而遭司馬昭處死。
明朝罗贯中历史小说《三国演义》称他为前将军。